# Joel Soisson
Joel Soisson, né le 10 août 1956 à Los Angeles, est un réalisateur, scénariste et producteur de cinéma américain.

## Biographie
Joel Soisson fait des études de beaux-arts à l'institut Pratt et de cinéma à l'université de Californie du Sud et à l'American Film Institute. Il dirige la société de production Neo Art and Logic, Inc. depuis 1990 et collabore à de nombreuses reprises avec The Weinstein Company. Il travaille essentiellement dans le domaine du film d'horreur en tant que producteur, réalisateur et scénariste.
Il est marié avec l'actrice et comptable de production Claudia Templeton

## Filmographie

### Réalisateur
- 2005 : The Prophecy: Uprising (en)
- 2005 : The Prophecy: Forsaken (en)
- 2008 : Pulse 2: Afterlife (en)
- 2008 : Pulse 3: Invasion (en)
- 2011 : Children of the Corn: Genesis

### Scénariste
- 1986 : Trick or Treat
- 2000 : The Prophecy 3: The Ascent
- 2000 : Highlander: Endgame
- 2000 : Dracula 2001
- 2001 : Mimic 2 : Le Retour !
- 2003 : Dracula II: Ascension
- 2005 : Dracula III: Legacy
- 2005 : The Prophecy: Uprising (en)
- 2005 : The Prophecy: Forsaken (en)
- 2005 : Hellraiser : Hellworld
- 2006 : Hollow Man 2
- 2008 : Pulse 2: Afterlife (en)
- 2008 : Pulse 3: Invasion (en)
- 2011 : Children of the Corn: Genesis
- 2012 : Piranha 3DD
- 2018 : Children of the Corn: Runaway

### Producteur
- 1986 : Trick or Treat
- 1989 : L'Excellente Aventure de Bill et Ted
- 1993 : Maniac Cop 3
- 1995 : The Prophecy
- 1998 : The Prophecy 2
- 1998 : Phantoms
- 2000 : The Prophecy 3: The Ascent
- 2000 : Hellraiser 5
- 2000 : Dracula 2001
- 2001 : Mimic 2 : Le Retour !
- 2001 : Les Démons du maïs 7
- 2003 : Dracula II: Ascension
- 2005 : Dracula III: Legacy
- 2005 : Feast
- 2006 : Pulse
- 2011 : Children of the Corn: Genesis
- 2012 : Piranha 3DD